# マクドネル・ダグラス MD-94X
マクドネル・ダグラス MD-94X
提案されたMD-94Xのスケールモデル
- 用途：旅客機
- 製造者：マクドネル・ダグラス
- 生産数：なし
- 運用状況：キャンセル

マクドネル・ダグラス MD-94X (McDonnell Douglas MD-94X)は、マクドネル・ダグラス（現ボーイング）が開発し、1994年からの生産が予定されていたボーイング7J7に対抗するプロップファンエンジンの旅客機である。
開発は1980年代後半に始まった。ライバル機のボーイング7J7と同規模の、最大180名程度の乗客を運べる旅客機として開発が計画された。仕様はMD-80に似ていたがカナード翼や層流翼や渦流境界層制御、(光ファイバー伝送式の)サイドスティック操縦桿、アルミニウム・リチウム合金のような先進的な技術の導入が検討されていた。燃費が最大60%抑えられるという主張に航空会社は興味を示したにもかかわらず、旅客機向けのプロップファン実用化には振動問題があったことや、省燃費の高バイパス比ターボファンエンジンの実用化に伴い、MD-94Xシリーズはボーイング7J7と共に開発中止となった。
同時期にMD-80シリーズの胴体部を用いた100-110名のタイプのMD-91X、150名程度のタイプのMD-92Xも計画され、前者は1991年、後者は1992年からの就航が予定されていた。既存のDC-9とMD-80シリーズも同様にプロップファンエンジンに更新する事も検討された。
エンジンはゼネラル・エレクトリック GE-36やプラット・アンド・ホイットニー/アリソン 578-DXが検討されていた。
同機の開発中止に伴い、同様に検討されていた海軍向けの対潜哨戒機であるP-9計画も中止された。